# Důl Jiří
Důl Jiří (Georgschacht) byl černouhelný hlubinný důl v Moravské Ostravě, ve východní části ulice Cihelní, poblíž křižovatky s Mariánskohorskou ulicí. Těžba uhlí zde probíhala v létech 1898 až 1927.  Pojmenován byl údajně na památku Georga (Jiřího) Plankeho, člena správní rady společnosti KFNB. V současné době je zachována památkově chráněná těžní budova (Cihelní 74).

## Historie
Důl založila společnost Výhradně privilegovaná Severní dráha Ferdinandova (SDF) v roce 1870. Pro nepříznivé hydrogeologické poměry a vysoké náklady bylo hloubení jámy zastaveno v roce 1875 a obnoveno v období 1895 až 1898. Důl měl dvě centrální jámy, těžní a výdušnou, které stály těsně u sebe.
Na těžní jámě byl roku 1895 instalován parní těžní vrátkový stroj. V roce 1902 byl nový parní stroj o výkonu 200 HP poháněný stlačeným vzduchem a v roce 1926 byl v rámci modernizace dolů SDF instalován elektrický těžní stroj o výkonu 3 000 HP, který byl vyroben ve Vítkovicích, elektrická část byla od firmy Siemens Bratislava.
Na větrní jámě v roce 1897 byl zabudován parní ventilátor Guibal a v roce 1914 elektrický ventilátor soustavy Diennendahl ze strojíren knížete Salmy v Blansku.
V roce 1927 byl spojen v rámci centralizace s dolem František v jeden závod František. Spolu s dolem Jindřich sloužil jako pomocný důl pro potřeby větrání vyšších pater jižního dobývacího pole, mimořádnou jízdu a dopravování materiálu do dolu. Od roku 1949 probíhala postupná likvidace a předávání objektů různým uživatelům.
Zasypání obou jam proběhlo v roce 1952 odvalovým kamenem a uzavřením železobetonovým povalem. Byla provedena likvidace technického zařízení a těžních jam. Zbývající povrchové objekty byly předány podniku Báňské stavby.

### Současný stav
V roce 1998 byly zbourány zbývající budovy větrné jámy a křídla těžní budovy. Budova byla prohlášená kulturní památkou Ministerstvem kultury ČR 24. května 1995. Zachována je těžní budova s průčelím se štukovou výzdobou s florálními motivy, lampovna a hornické koupele.

### Těžba uhlí
Dobývání uhlí ze slojového pásma spodních hrušovských vrstev do hloubky 380 m, pilířováním se základkou (hlavně) nebo na zával (výjimečně), v 11 slojích o mocnosti 60 až 160 cm, úklon slojí 0° až 90°.

### Údaje o dole Jiří
| Název         | druh jámy     | založení | hloubka v m | likvidace | těžba        | vytěženo v t | dobývací pole v ha | počet pater |
| ------------- | ------------- | -------- | ----------- | --------- | ------------ | ------------ | ------------------ | ----------- |
| Jiří, těžní   | těžní, vtažná | 1870     | 382         | 1952      | 1896 až 1927 | cca 4 mil.   | 210                | 6           |
| Jiří, výdušná | výdušná       | 1870     | 182         | 1952      | -            | -            | -                  | -           |

## Ubytování
Pro ubytování havířů byla hornická kolonie Jiřská (Jirská kolonie) vzdálená asi 150 m od dolu Jiří.